# 남제

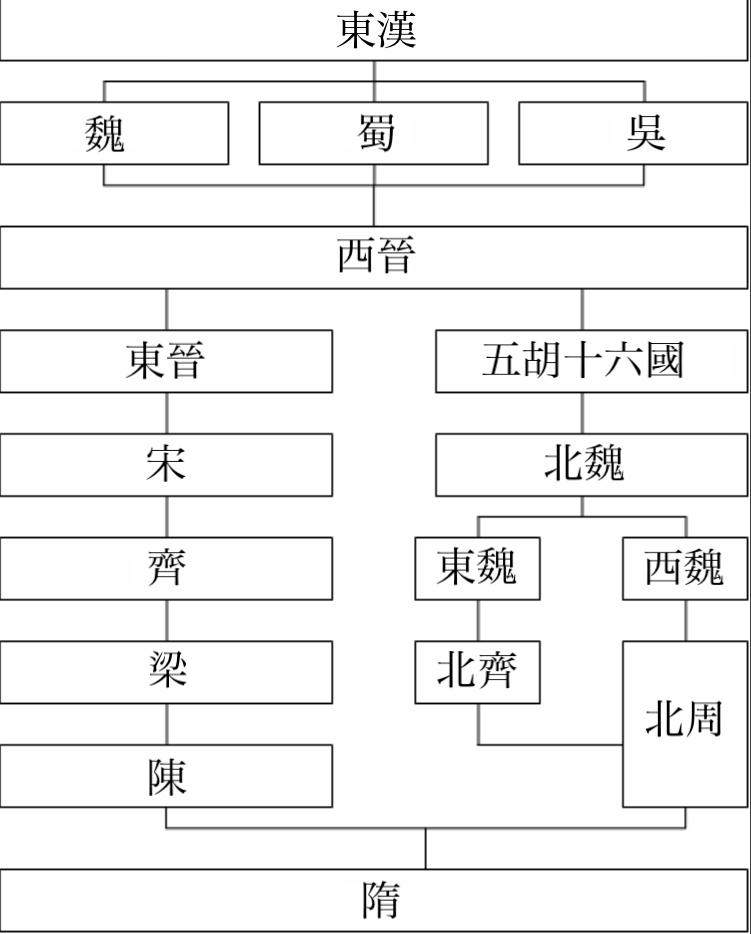
위진 남북조 왕조들의 계통도

제(齊, 479년 ~ 502년)는 중국 남북조 시대 남조의 2번째 왕조이다. 북조의 북제, 춘추시대 제나라와 구별하기 위해 남제(南齊) 또는 국성을 따 소제(蕭齊)라 부르기도 한다.

## 역사
송나라 말기 소도성은 난릉(蘭陵) 출신의 하급병사로 유휴범의 반란을 진압하여 권력자가 된 뒤 황제를 폐위하기로 결정하고 479년 순제로부터 선양을 받아 제나라를 건국했다.
482년 고제는 즉위 3년 만에 죽고, 아들 무제가 즉위했다. 제2대 황제 무제는 아들 경릉왕(竟陵王) 소자량(蕭子良)을 상류로 보내 송나라 효무제이래 실시했던 태사(台使) 파견을 중지했다. 태사는 조세대납 지역에 대해 중앙에서 그 감시를 위해 내려보내는 관리였으나 부정부패가 심했고, 명문출신의 지방관과 대립하여 악평이 많았다.
무제는 또한 교적관(校籍官)을 시켜 호적을 조사하고 정리하였다. 수년에 걸친 토지조사 및 호적조사로 부정부패 때문에 토지를 빼앗기고 국경 근처에서 떠돌던 많은 백성들이 호적에 복귀하였다. 무제는 중서사인 채법량, 여문도를 시작으로 한문 출신의 인재를 등용하여 귀족을 제압했다. 이로 인해 귀족의 지지는 잃어버렸으나, 치세 전반에 걸쳐 백성들의 삶은 윤택해지고, 도시가 번영하였다는 평이 전해졌다. 무제의 치세는 영명의 치(永明의 治)라 불리며 11년간 계속된 뒤 어린 군주 두 명의 짧은 재위를 거쳐 명제가 즉위했다.
명제는 남조 특유의 전제군주로 아들의 왕위를 지키기 위해 고제, 무제의 아들 20여 명을 살해했다. 또한 종실제왕이 파견나간 곳에 주사(主師)를 파견하여 때때로 입조시켜 주의 상황을 보고하게 했다. 그때문에 '여러 주의 일은 주사에게 듣고, 자사에게는 듣지 않는다'라는 평을 받으며, 귀족, 관인들의 지지는 사라졌다.
제6대 황제인 폐제 소보권은 황족에 그치지 않고 관료, 민중을 마구 죽이고, 궁전에선 과다한 사치를 하여 정치를 매우 어지렵혔다. 종족 중 한 사람인 소연은 형이 동혼후에게 살해당한 일을 대의명분으로 내세우고 병력을 일으켜 동혼후를 살해하고, 화제를 옹립했으나 다음해 화제로부터 선양을 받아 양나라를 건국했다.
당시 제나라 문화의 중심은 무제의 둘째 아들 경릉왕 소자량의 저택이었다. 그의 저택에 있던 서쪽처소는 당대 최고의 문인들이 모였기에 이들 대표적인 8명을 가리켜 경릉팔우(竟陵八友)라고 불렀다. 소연도 그중 한 사람이었다고 한다.

## 역대 황제
| 대수  | 묘호                              | 시호                                 | 성명           | 연호                                      | 재위기간      | 능호               |
| ----- | --------------------------------- | ------------------------------------ | -------------- | ----------------------------------------- | ------------- | ------------------ |
| -     | -                                 | 선황제 (宣皇帝) (제 고제 추숭)       | 소승지(蕭承之) | -                                         | -             | 만안릉(萬安陵)     |
| 제1대 | 제 태조 (齊太祖)                  | 고황제 (高皇帝)                      | 소도성(蕭道成) | 건원(建元) 479년 ~ 482년                  | 479년 ~ 482년 | 태안릉(泰安陵)     |
| 제2대 | 제 세조 (齊世祖)                  | 무황제 (武皇帝)                      | 소색(蕭賾)     | 영명(永明) 483년 ~ 493년                  | 482년 ~ 493년 | 경안릉(景安陵)     |
| -     | 제 세종 (齊世宗) (제 울림왕 추숭) | 문황제 (文皇帝)                      | 소장무(蕭長懋) | -                                         | -             | 숭안릉(崇安陵)     |
| 제3대 | -                                 | 폐황제 (廢皇帝) (울림왕(鬱林王))     | 소소업(蕭昭業) | 융창(隆昌) 494년                          | 493년 ~ 494년 | 울림왕묘(鬱林王墓) |
| 제4대 | -                                 | 폐황제 (廢皇帝) (해릉공왕(海陵恭王)) | 소소문(蕭昭文) | 연흥(延興) 494년                          | 494년         | 해릉왕묘(海陵王墓) |
| -     | -                                 | 경황제 (景皇帝) (제 명제 추숭)       | 소도생(蕭道生) | -                                         | -             | 수안릉(修安陵)     |
| 제5대 | 제 고종 (齊高宗)                  | 명황제 (明皇帝)                      | 소란(蕭鸞)     | 건무(建武) 494년 ~ 498년 영태(永泰) 498년 | 494년 ~ 498년 | 흥안릉(興安陵)     |
| 제6대 | -                                 | - (동혼양후(東昏煬侯))               | 소보권(蕭寶卷) | 영원(永元) 499년 ~ 501년                  | 498년 ~ 501년 | 동혼후묘(東昏侯墓) |
| 제7대 | -                                 | 화황제 (和皇帝)                      | 소보융(蕭寶融) | 중흥(中興) 501년 ~ 502년                  | 501년 ~ 502년 | 공안릉(恭安陵)     |

## 같이 보기
- 5세기의 정치적 국가 목록

틀:남제의 황제